# Врбица (Чешиново-Облешево)
Врбица (мкд. Врбица) је насеље у Северној Македонији, у источном делу државе. Врбица је у саставу општине Чешиново-Облешево.

## Географија
Врбица је смештена у источном делу Северне Македоније. Од најближег града, Кочана, насеље је удаљено 20 km западно.
Насеље Врбица се налази у историјској области Кочанско поље. Подручје јужно од насеља је долинско и добро обрађено. Северно од насеља издижу се први огранци југозападног дела Осоговских планина. Надморска висина насеља је приближно 420 метара.
Месна клима је умерено континентална.

## Становништво
Врбица је према последњем попису из 2002. године имала 12 становника.
Претежно становништво у насељу су етнички Македонци (83%), а остало су Цинцари (17%).
Већинска вероисповест месног становништва је православље.